# Encalypta affinis
Encalypta affinis là một loài rêu trong họ Encalyptaceae. Loài này được R. Hedw. mô tả khoa học đầu tiên năm 1805.